# Episodi de Il miracolo
La prima stagione della serie televisiva Il miracolo, composta da otto episodi, è stata trasmessa dalla pay tv satellitare Sky sul canale Sky Atlantic dall'8 maggio al 29 maggio 2018.
| nº | Titolo                         | Prima TV       |
| -- | ------------------------------ | -------------- |
| 1  | La conservazione della materia | 8 maggio 2018  |
| 2  | Lazzaro a parte                | 8 maggio 2018  |
| 3  | Il primo dovere dei vivi       | 15 maggio 2018 |
| 4  | La sostanza nera               | 15 maggio 2018 |
| 5  | La fiamma pilota               | 22 maggio 2018 |
| 6  | La principessa delle piscine   | 22 maggio 2018 |
| 7  | Mea culpa                      | 29 maggio 2018 |
| 8  | La quota legittima             | 29 maggio 2018 |

## La conservazione della materia
Durante un'operazione dei Carabinieri nel covo di Molocco, boss della 'Ndrangheta legato alla strage del Tribunale di Catanzaro, viene ritrovata una statuetta di plastica della Madonna che inizia a piangere sangue. 

A due settimane dal referendum consultivo sull’Euro secondo i sondaggi il Premier Pietromarchi non sembra più l’uomo forte in grado di salvare l’Unione. Una sera mentre si sta preparando per andare a una cerimonia con la moglie Sole viene cercato dal Generale dei Carabinieri Votta che lo mette al corrente della vicenda delicata: la statuetta sanguina 9 litri l’ora e secondo le analisi della dottoressa Sandra Roversi sono lacrime di un uomo. Il Premier pensa di lavarsene le mani scaricando tutto sul Vaticano ma Votta gli fa notare che ciò comporterebbe un problema di ordine pubblico per via del pellegrinaggio di massa che ci sarebbe e inoltre la vicenda per il momento non deve essere resa pubblica per non creare allarmismi 

Intanto compare la figura di Padre Marcello, sacerdote in piena crisi di fede con problemi di ludopatia e che frequenta una tossica che si presta a fargli da prostituta.
- Altri interpreti: Vito Facciolla (Pasquale), Daphne Scoccia (Asia), Jean-Marc Barr (Serge).

## Lazzaro a parte
Calabria. Il figlio di Salvo, uomo del boss Molocco, torna a casa con la fidanzatina morta in braccio.
Secondo giorno. La Roversi pare essere scioccata appena si sveglia perché la madre gravemente malata si è alzata dal letto e si sta facendo il bagno ma in realtà è un incubo.
Padre Marcello mentre sta celebrando la messa viene portato fuori e minacciato da uno strozzino. Riesce così a raccogliere 5.000 euro da alcune signore che dovrebbe devolvere a un’organizzazione che si occupa di aiuti in Sudan ma in realtà è una truffa; Clelia, sua fidanzatina prima che diventasse prete, vuole smascherarlo e lui cerca di violentarla salvo poi fermarsi e mandarla via lanciandole dei soldi. Pietromarchi non si capacita della strana vicenda e chiede l’aiuto di Padre Marcello, che aveva conosciuto in Africa de anni prima; il prete però davanti alla statua sviene picchiando di faccia e viene portato via. 

La madre della Roversi è in letto e all’improvviso alza un braccia acchiappando una mosca.
- Altri interpreti: Tullio Sorrentino (Frezza), Paola Lavini (Assunta Molocco), Elena Cotta (madre di Marcello).

## Il primo dovere dei vivi
Al funerale di Beatrice il figlio di Salvo cerca di raggiungere la bara ma viene fermato dalla folla.
Terzo giorno.
Il Generale Votta vuole sapere di più sulla strana statuetta ma trova il boss Molocco morto in cella, dissanguato per essersi strappato la lingua a morsi; il Generale si reca così in Calabria per indagare sulla statuetta. Il Premier e Padre Marcello continuano a interrogarsi sull’accaduto. La madre della Roversi è morta e lei non si dà pace anche perché nella sua mano ha trovato una mosca ancora viva ma l’autopsia non rileva anomalie. I figli del Premier avevano trovato una cornacchia morta e insieme alla tata Olga la avevano seppellita sul terrazzo. La tossica vuole denunciare Padre Marcello per essersi approfittato di lei. Clelia restituisce i soldi della truffa alla madre di Padre Marcello e le rinfaccia di averlo mandato in seminario quando era ragazzi. Secondo i sondaggi la fiducia in Pietromarchi sta calando e lui in tv cerca di spiegare le conseguenze disastrose di un'eventuale uscita dall’Euro; intanto la caduta di una funivia causa una strage di sciatori e lui si precipita sul posto e quando torna a casa fa sesso con la moglie dopo che la aveva redarguita per avergli organizzato un’inopportuna festa a sorpresa. Intanto Padre Marcelo viene picchiato dai suoi aguzzini e viene trovato da Clelia. 
- Altri interpreti: Tullio Sorrentino (Frezza), Silvia Gallerano (infermiera), Daphne Scoccia (Asia), Elena Cotta (madre di Marcello).

## La sostanza nera
Molocco chiede a Salvo di uccidere Nicolino per pareggiare la morte di Beatrice. 
Quarto giorno.
Il Generale Votta torna dalla Calabria e viene messo al corrente da uno dei suoi agenti della vita spericolata di Padre Marcello; riferisce poi tutto al Premier che ammette di essersi fidato della persona sbagliata e scarta il prete. Questo intanto è stato portato in ospedale da Clelia che lo aveva trovato sotto casa svenuto dopo l’aggressione subita ma nonostante due costole rotte fugge dall’ospedale per tornare in Chiesa ma una volta saputo che è stato sospeso scappa con la croce.
La Roversi intanto non partecipa al funerale della madre poiché viene chiamata per un’emergenza: si è risalito al volto di colui a cui appartiene il sangue della statuetta ma non si sa ancora il suo nome. Nel frattempo la moglie del Premier finisce in rete con un video in cui la si vede dare uno schiaffo alla figlia dopo un litigio al supermercato e Pietromarchi è furioso e al telefono non calcola Padre Marcello
- Altri interpreti: Silvia Gallerano (infermiera), Stefano Scherini (Alfonso), Roberto De Francesco (custode del Santuario).

## La fiamma pilota
Per salvare il resto della famiglia Salvo decide di sacrificare suo figlio Nicolino.
Quinto giorno.
Pietromarchi litiga con la moglie e arriva quasi a picchiarla perché lei inizialmente si rifiuta di scusarsi pubblicamente e gli rinfaccia di stare ancora con lui perché l’ha implorata.
La statuetta quando viene congelata smette di lacrimare e Votta decide di terminare le indagini.
I consiglieri di Pietromarchi sono sempre più frenetici e spaventato dall’esito del referendum e il ribelle ministro Di Giovanni dà libertà di voto ai suoi. La moglie Sole caccia via la tata Olga.
Il Vescovo di Gioia Tauro inaugura un’edicola con una madonnina portata dalla famiglia veneta dei Botesan e proveniente dal Santuario della Madonna di Burbano dove Votta si reca comprandone una copia.
Padre Marcello insiste e si presenta a casa di Pietromarchi: il Premier lo redarguisce e lo caccia via a calci quando si sente dire che scenderà su di lui un castigo tremendo per aver fatto congelare la statua. La Roversi continua le sue ricerche nonostante l’ordine di Votta e scopre che il sangue appartiene a tale Amin Tarek.
- Altri interpreti: Daria Deflorian (Ginevra).

## La principessa delle piscine
Salvo porta il figlio a una cascata ma decide di salvarlo.
In un campo di lavoro francese muore una lavoratrice africana che viene seppellita lì. 
Sesto giorno. 
Padre Marcello parla con il suo superiore del miracolo della statuetta ma questo lo prende per matto e lo fa portare via da due preti. La madre di Sole la rimprovera di essere un’idealista e di non aver avuto il coraggio di chiedere il divorzio. Dopo aver scoperto che Olga è andata a trovare i figli a scuola e che ha disegnato una strana croce sul braccio di Carlo, si precipita al centro spirituale che frequenta ma appena la vede si blocca e la fissa. Subito dopo rilascia la tanto attesa intervista in cui si difende dagli italiani e chiede scusa pubblicamente al marito che la sta guardando in diretta è in treno ma una volta tornato a casa la sorprende con un altro. La Roversi si è messa in viaggio e trova Tarek: lo fa bere in un locale e lo fa fumare così può risalire al suo dna ma il ragazzo la porta a casa sua e tenta di stuprarla ma viene fermato dall’operaio immigrato. 
- Altri interpreti: Daria Deflorian (Ginevra), Francesco Siciliano (primario).

## Mea culpa
Salvo cerca di soffocare il figlio con un cuscino in una stanza d’albergo ma si ferma e scoppia a piangere mentre il ragazzo sembra non essersene manco accorto.
Settimo giorno.
Il figlio di Pietromarchi deve essere operato d’ugenza per emorragia cerebrale. Due writers si intrufolano nella piscina per fare un graffito ma Votta se ne accorge e cerca di rincorrerli; dopo aver redarguito i suoi uomini distratti rivela a Marisa di voler lasciare il caso. Il Premier si rivolge alla Madonnina chiedendole di prendere lui al posto del figlio.
Clelia, grazie a un gps, arriva all’Istituto San Michele e salva Padre Marcello.
- Altri interpreti: Monica Bellucci (Madonna).

## La quota legittima
Salvo non trova neanche il coraggio di farla finita; per puro caso in campagna nota una madonnina che sanguina e decide di portarla al boss.
Ottavo giorno.
Carlo Pietromarchi è morto e la piccola Alma va davanti ai giornalisti sotto casa e dichiara che la colpa è sua. Il Premier decide di continuare il suo lavoro nonostante il dolore, mentre Sole decide di andarsene con la figlia.
La Roversi è sconvolta quando scopre che la madre ha lasciato tutti i suoi beni a un’associazione di animali abbandonati.
Marcello salda il debito con il suo strozzino che gli da una pistola, dopodiché si reca alla piscina per prendersi la statuetta e viene ferito da un carabiniere; accorre Pietromarchi che nella vasca nota come la madonnina abbia smesso di lacrimare e la lancia al prete prima di soccorrerlo chiedendo aiuto
Il Premier viene acclamato perché a sorpresa ha vinto il referendum.
Clelia non ha più notizie di Padre Marcello, che attende per volare a Ginevra, e si reca a casa di Salvo. La Roversi si reca all’istituto di genetica animale di Pozo Negro dove il dottor Lopez la aiuta ad avere un figlio con un’operazione, utilizzando il sangue della Madonnina conservato in provetta. Nel finale vediamo Votta, che aveva lasciato il suo incarico, servire alla festa di matrimonio dell’anziana madre e aprire un congelatore con dentro la statuetta: prima di lasciare la piscina l’aveva scambiata con quella nuova comprata al Santuario della Madonna di Burbano ed ecco spiegato il perché all’improvviso non piangeva più.
- Altri interpreti: Tullio Sorrentino (Frezza), Silvia Gallerano (infermiera), Javier Camara (dottor Lopez), Paolo Bessegato.